# Peters baby
Peters baby er en dansk film fra 1961, skrevet af Børge Müller og instrueret af Annelise Reenberg.

## Medvirkende
- Ghita Nørby som Tony
- Ebbe Langberg som Peter Bergman
- Dario Campeotto som sanger
- Dirch Passer som William Thorsen
- Judy Gringer som Kirsten
- Emil Hass Christensen som Peters far
- Inger Stender som Peters mor
- Gabriel Axel som fransk politibetjent
- Mogens Brandt
- Paul Hagen